# Champhai
Champhai är en stad i den indiska delstaten Mizoram, och är huvudort för ett distrikt med samma namn. Folkmängden uppgick till 32 734 invånare vid folkräkningen 2011, vilket gör den till delstatens tredje största stad.